# Врангельсбург
Врангельсбург (нем. Wrangelsburg) — община в Германии, в земле Мекленбург-Передняя Померания.

## Географическое положение
Врангельсбург находится приблизительно в 5 километрах северо-восточнее Цюссова и в 15 километрах юго-восточнее Грайфсвальда. С востока посёлок ограничен озером «Шолсзее» (нем. Scholßsee), с севера лесом. Южная и западная части посёлка выходят в поле.

## История
Первые упоминания о существовании Врангельсбурга относятся к XV веку, в которых он упомянут в качестве «передового укрепления». После окончания тридцатилетней войны населённый пункт был переименован в честь тогдашнего генерал-губернатора Шведской Померании Карла-Густава Врангеля.
Позже, старый замок Врангеля, выстроенный в 1652 году в стиле барокко, ввиду бесхозности был снесён. Впоследствии, в 1880 году был отстроен новый замок.

## Административное деление
Община входит в состав района Передняя Померания-Грайфсвальд. В настоящее время подчинёна управлению Амт-Цюссов (нем. Amt Züssow), с штаб-квартирой в Цюссове.
Идентификационный код субъекта самоуправления — 13 0 59 102.
Площадь занимаемая административным образованием Врангельсбург, составляет 15,01 км² и таким образом является наименьшей в управлении Амт-Цюссов.
В настоящее время община подразделяется на 2 сельских округа.
- Врангельсбург (нем. Wrangelsburg)
- Гладров (нем. Gladrow)

## Население
По состоянию на 31 декабря 2006 года, население посёлка Врангельсбург составляет 241 человек. 
Средняя плотность населения равна 16 человек на км².
В пределах сельских округов жители распределены следующим образом.
| Врангельсбург Гладров | 162 человека 79 человек |

## Транспорт
Одним километром западнее посёлка проходит федеральная дорога 109 (нем. Bundesstraße 109 (B 109)), а 1,5 километрами южнее федеральная дорога 111 (нем. Bundesstraße 111 (B 111)).
Округ Гладров расположен непосредственно на федеральной дороге 109.

## Достопримечательности
- Замок во Врангельсбурге, построенный в 1880 году
- Сад в английском стиле вокруг замка
- Бумажная мануфактура